# Nanjing Ladies Open 2013
Il Nanjing Ladies Open 2013 è stato un torneo professionistico di tennis femminile giocato sul cemento. È stata la 1ª edizione del torneo, che fa parte del WTA Challenger Tour 2013. Si è giocato a Nanchino in Cina dal 26 ottobre al 3 novembre 2013.

## Partecipanti

### Teste di serie
| Nazionalità | Giocatrice                | Ranking* | Testa di serie |
| ----------- | ------------------------- | -------- | -------------- |
| Giappone    | Kimiko Date-Krumm         | 55       | 1              |
| Belgio      | Yanina Wickmayer          | 60       | 2              |
| Cina        | Zhang Shuai               | 61       | 3              |
| Giappone    | Ayumi Morita              | 62       | 4              |
| Francia     | Caroline Garcia           | 72       | 5              |
| Giappone    | Misaki Doi                | 78       | 6              |
| Croazia     | Ajla Tomljanović          | 79       | 7              |
| Slovacchia  | Anna Karolína Schmiedlová | 81       | 8              |

* Ranking al 21 ottobre 2013.

### Altre partecipanti
Giocatrici che hanno ricevuto una wild card:
- Wang Qiang
- Zhang Yuxuan
- Wang Yafan
- Sun Ziyue

Giocatrici che sono passate dalle qualificazioni:
- Tereza Mrdeža
- Jarmila Gajdošová
- Xu Yifan
- Nicha Lertpitaksinchai

## Campionesse

### Singolare
Zhang Shuai ha sconfitto in finale  Ayumi Morita che si è ritirata sul punteggio di 6-4

### Doppio
Misaki Doi /  Xu Yifan hanno sconfitto in finale  Jaroslava Švedova /  Zhang Shuai per 6–1, 6–4.